# Hit the Floor
Hit the Floor (ehemals Bounce) ist eine US-amerikanische Fernsehserie, die von James LaRosa entwickelt wurde. Produziert wird die Serie seit 2013 von The Film Syndicate und In Cahoots Media für den Fernsehsender VH1. In der Fernsehserie dreht es sich um das Leben der Los Angeles Devil Girls, die für das führende Basketballteam cheerleaden. Die Erstausstrahlung in den Vereinigten Staaten erfolgte am 27. Mai 2013 auf VH1.
Im August 2014 ging in den Vereinigten Staaten die zweite Staffel zu Ende, eine dritte wurde bereits kurz vorher im Juli 2014 bestellt.

## Handlung
Ahsha Hayes ist eine gut behütete junge Frau, die gerade ihr Studium beendet hat. Doch nun tritt sie dem Cheerleaderteam, Los Angeles Devil Girls, bei. Sie setzt sich so gegen den Willen ihrer Mutter Sloane durch, die aus eigener Erfahrung weiß, wie verräterisch und verlockend die Welt der Cheerleader ist. Außerdem befürchtet sie, dass ein lang gehütetes Geheimnis ans Licht kommt. Ahsha muss sich nicht nur auf professionelle Auftritte vorbereiten, sondern muss sich auch noch die Intrigen der Kapitänin der Mannschaft, Jelena Howard, aussetzen. Jelena sieht in ihr eine Konkurrentin, die ihr den Platz als Kapitän streitig machen könnte. Ahsha ahnt nicht, dass ihr Coach Pete Davenport etwas mit dem Geheimnis ihrer Mutter zu tun hat. Des Weiteren muss sie sich gegen Anzüglichkeiten reicher Herrschaften zur Wehr setzen.

## Produktion
Die Pilotfolge zu Hit the Floor wurde im April 2012 geordert. Die Idee zur Serie hatte James LaRosa, der neben Bryan Johnson und Maggie Malina auch als Produzent fungiert. Vertrieben wird die Serie von Starz Distribution. Die zentrale weibliche Hauptrolle ging an Taylour Paige. Weiter Darsteller im Pilotfilm waren Dean Cain, Kimberly Elise, Valery Ortiz und Katherine Bailess. Im Juli 2012 wurde von VH1 eine erste Staffel bestellt. Nach Bestellung der Fernsehserie wurden Charlotte Ross, Logan Browning und andere für weiter Hauptrollen gecastet. Die Darsteller Don Stark sowie Robert Christopher Riley wurden vor Beginn der ersten Staffel vom Nebendarsteller zum Hauptdarsteller befördert.
Aufgrund der guten Einschaltquoten, die sich im Laufe der ersten Staffel steigern konnten, bestellte VH1 Mitte Juli 2013 eine zweite Staffel. Die Dreharbeiten dazu begannen im Januar 2014. Für die zweite Staffel wurden drei neue Hauptdarsteller gecastet. Ein Jahr später verlängerte der Sender die Serie um eine zehnteilige dritte Staffel.

## Besetzung
Die deutsche Sprachfassung wird von der Firma Deutsche Synchron in Berlin hergestellt. Das Skript schrieben Kathrin Neusser und Dirk Bublies lippensynchron, letzterer nahm sich auch der Synchronregie an.
| Rollenname           | Schauspieler             | Hauptrolle (Folge) | Synchronsprecher     |
| -------------------- | ------------------------ | ------------------ | -------------------- |
| Sloane Hayes         | Kimberly Elise           | 1.01–4.08          | Heide Domanowski     |
| Olivia Vincent       | Charlotte Ross           | 1.01–1.10          | Sabine Arnhold       |
| Ahsha Hayes          | Taylour Paige            | 1.01–2.12          | Annina Braunmiller   |
| Ahsha Hayes          | Taylour Paige            | 3.01–4.08          | Marieke Oeffinger    |
| Jelena Howard        | Logan Browning           | 1.01–4.08          | Esra Vural           |
| Kyle Hart            | Katherine Bailess        | 1.01–4.08          | Julia Kaufmann       |
| Raquel Saldana       | Valery Ortiz             | 1.01–4.08          | Sandrine Mittelstädt |
| Derek Roman          | McKinley Freeman         | 1.01–4.08          | Nico Sablik          |
| German Vega          | Jonathan McDaniel        | 1.01–4.08          | Jesco Wirthgen       |
| Terence Wall         | Robert Christopher Riley | 1.01–4.08          | Thomas Schmuckert    |
| Oscar Kinkade        | Don Stark                | 1.01–4.08          | Kaspar Eichel        |
| Coach Pete Davenport | Dean Cain                | 1.01–4.08          | Peter Lontzek        |
| Zero                 | Adam Senn                | 2.01–4.08          | Julius Jellinek      |
| Jude Kinkade         | Brent Antonello          | 2.01–4.08          | Roman Wolko          |
| Lionel Davenport     | Jodi Lyn O’Keefe         | 2.01–4.08          | Peggy Sander         |

| Rollenname    | Schauspieler      | Nebenrolle (Folge)   | Synchronsprecher |
| ------------- | ----------------- | -------------------- | ---------------- |
| Jesse Reade   | Bernard Curry     | 1.01–1.02, 1.07–1.09 | Robert Glatzeder |
| Lexi          | Melissa Molinaro  | 1.01, 1.10, 2.03     | Yvonne Greitzke  |
| Devil Girl    | Stephanie Moseley | 1.01–2.12            |                  |
| Chase Vincent | Rick Fox          | 1.03–                | Dirk Bublies     |
| Mia Sertner   | Johanna Braddy    | 1.06–1.09            | Ann Vielhaben    |
| Jason         | Jason George      | 1.10–                | Matti Klemm      |
| Beau          | Jared Ward        | 2.01–                | Sven Gerhardt    |

## Ausstrahlung
Vereinigte Staaten
In den Vereinigten Staaten begann die Ausstrahlung der ersten Staffel am 27. Mai 2013 auf dem Fernsehsender VH1. Die Pilotfolge wurde von 1,54 Millionen Zuschauern verfolgt und erreichte ein Zielgruppen-Rating von 0,8. Das erste Staffelfinale wurde am 29. Juli 2013 ausgestrahlt und erreichte eine Einschaltquote von 2,62 Millionen, bei einem Zielgruppen-Rating von 1,4.
Die Ausstrahlung der zweiten Staffel erfolgte auf VH1 vom 28. Mai 2014 bis zum 11. August 2014.
Deutschland
In Deutschland wurde die erste Staffel vom 11. August 2014 bis 13. Oktober 2014 auf sixx ausgestrahlt. Ab dem 6. Dezember 2019 zeigte der deutsche Internetsender Joyn Primetime die dritte Staffel.